# Fidenza
Fidenza – miejscowość i gmina we Włoszech, w regionie Emilia-Romania, w prowincji Parma.
Według danych na rok 2004 gminę zamieszkiwało 23 355 osób, 245,8 os./km².

## Miasta partnerskie
- Canterbury, Wielka Brytania
- Herrenberg, Niemcy
- Kremnica, Słowacja
- Sisteron, Francja